# Megara (mythologie)

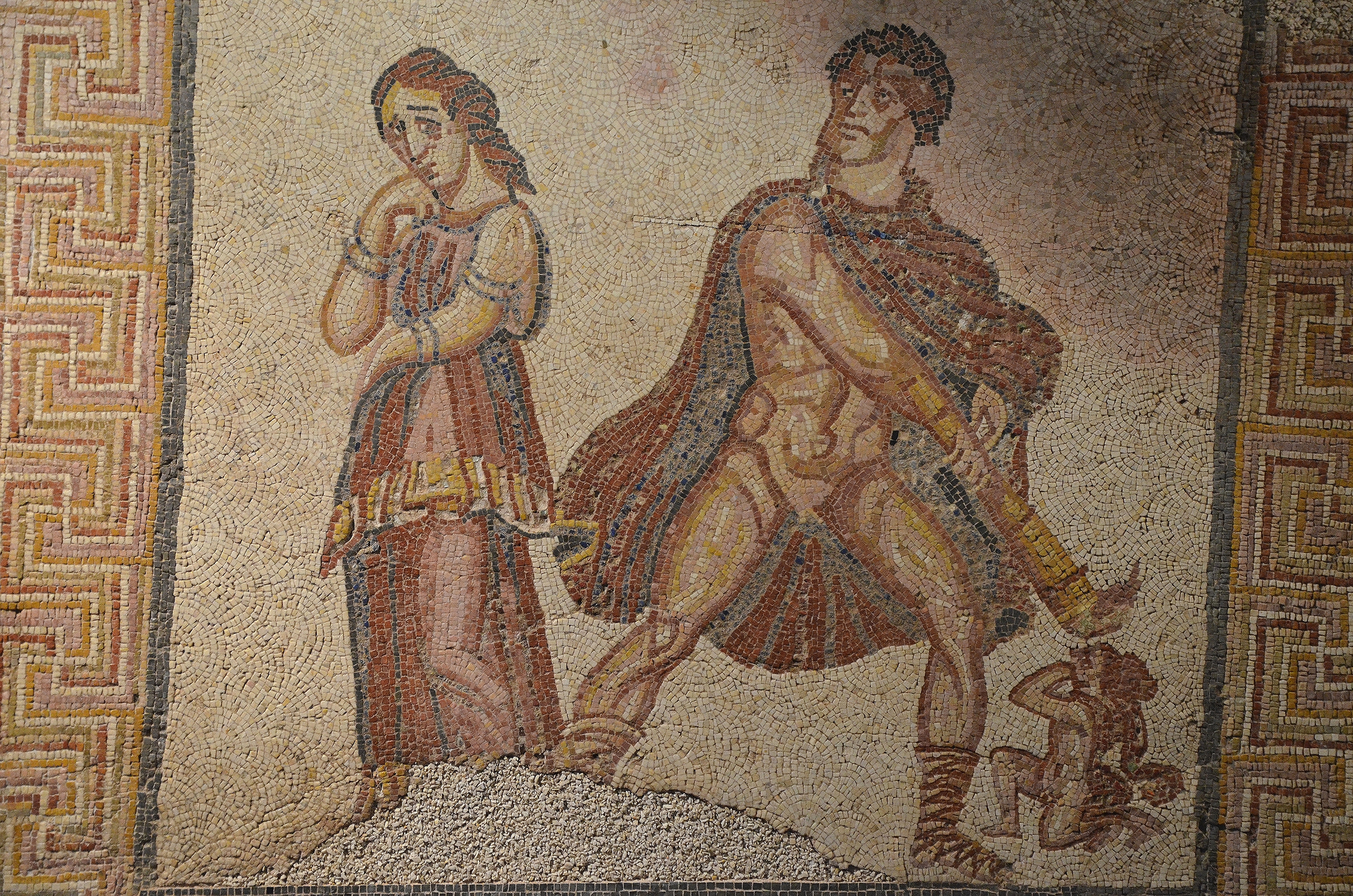
Megara met de waanzinnige Herakles. Portugal, 3e-4e eeuw.

Megara (Oudgrieks: Μεγάρα) was in de Griekse mythologie een prinses van de stad Thebe. Zij werd uitgehuwelijkt aan Herakles, als dank van de stad voor zijn onderdrukking van een vijandige stam die de stad langere tijd onder haar duim hield.
Megara was moeder van Herakles' drie kinderen. Deze kinderen werden door Herakles gedood in een vlaag van waanzin — waarop Herakles uit boetedoening zijn Twaalf Werken ondernam.
Na afloop van de werken keerde Herakles terug naar Megara, maar zij kon hem niet onder ogen zien. Zijn aangezicht herinnerde haar te veel aan haar verloren kinderen. Daarop liet Herakles haar gaan en huwelijkte haar uit aan zijn neef Iolaus.
De tweede vrouw van Herakles was Omphale.